# Pabellón del Arte

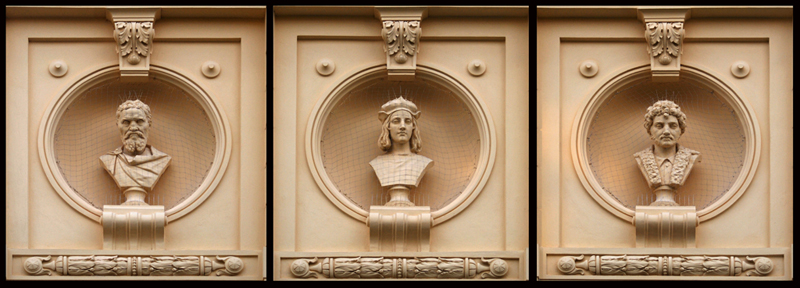
Bustos de Miguel Ángel, Rafael y Tiziano en la fachada oeste.

El Pabellón del Arte de Zagreb (en croata: Umjetnički paviljon u Zagrebu) es una galería de arte situada en Zagreb, Croacia. Se encuentra en la zona Donji grad, al sur de la Plaza Nikola Šubić Zrinski y justo al norte de la Plaza Rey Tomislav, donde está la Estación Central de Zagreb. Fundada en 1898, es la galería más antigua de Sudeste de Europa y la única galería de Zagreb diseñada específicamente para alojar exposiciones de arte de gran escala.

## Historia
La idea de crear la galería fue propuesta por primera vez por el pintor croata Vlaho Bukovac en primavera de 1895. En mayo de 1896 se iba a celebrar en Budapest una exposición para celebrar los mil años del estado húngaro, y se invitó a asistir a ella a artistas de lo que entonces era el Reino de Croacia-Eslavonia. Instados por Bukovac, los artistas croatas decidieron presentar sus obras en un pabellón construido a tal efecto sobre una estructura de acero prefabricada, de manera que pudiera ser transportada fácilmente a Zagreb tras la exposición. El pabellón de Budapest fue diseñado por los arquitectos húngaros Flóris Korb y Kálmán Giergl y fue edificado por la constructora Danubius.
Después de que terminara la exposición, la estructura del edificio se transportó a Zagreb y se contrató a los arquitectos austriacos Fellner & Helmer (activos en esa época en Zagreb, que habían diseñado previamente el Teatro Nacional de Croacia) para que diseñaran una nueva versión del edificio basándose en la estructura de acero, mientras que se contrató a la constructora Hönigsberg & Deutsch para que construyera el edificio. El exterior estaba decorado con esculturas de estilo academicista: la fachada este muestra bustos de tres pintores renacentistas de ascendencia croata (Giulio Clovio (Julije Klović), Andrea Schiavone (Andrija Medulić) y Vittore Carpaccio), y la fachada oeste tiene bustos de Miguel Ángel, Rafael y Tiziano.
La construcción tardó en completarse dos años, entre 1897 y 1898, y el pabellón se inauguró oficialmente el 15 de diciembre de 1898 con una gran exposición de obras de artistas locales llamada Salón Croata (en croata: Hrvatski salon). Esta exposición fue muy popular y atrajo a unos diez mil visitantes, en una época en la que Zagreb tenía una población total de sesenta mil habitantes.
La galería tiene una superficie total para exposiciones de 600 m² y no tiene ninguna exposición permanente debido a que está especializada en exposiciones temporales tanto individuales como grupales que presentan obras y movimientos artísticos de todas las épocas y estilos, con trabajos de artistas croatas y extranjeros. Durante toda su historia la galería ha organizado unas setecientas exposiciones con artistas como el colectivo Earth Group, George Grosz, Henry Moore, Auguste Rodin, Andy Warhol, Mimmo Rotella, Joan Miró, Alberto Giacometti y muchos otros.
En los últimos años ha albergado exposiciones retrospectivas de artistas como Milivoj Uzelac, Gilles Aillaud, Edo Kovačević, Gerhard Richter, Vilko Gecan, Dušan Džamonja, Vlaho Bukovac, Boris Demur, Anto Jerković, Marijan Trepše, Bela Csikos Sesia, Nasta Rojc y exposiciones grupales que han mostrado obras de artistas contemporáneos como Santiago Sierra y Boris Mikhailov, así como artistas del siglo XIX como Karl von Piloty, Nikolaos Gyzis, Gabriel von Max y Franz Stuck.
En 2006 se renovó el techo de cristal del pabellón y se sustituyó el sistema de iluminación. Las obras de reforma continuaron durante siete años y se completaron en 2013.